# Manuel Esteban i Marquilles
Manuel Esteban (Barcelona, 23 de març de 1941 – 3 de juny de 2015) va ser un director de cinema català. Va ser director de fotografia i realitzador, conegut per Los mares del sur (1992), Historias de la puta mili (1994) i Olímpicament mort (1986).

## Biografia
Doctor en Enginyeria Industrial va dirigir, realitzar i produït tant pel·lícules de televisió com de cinema.
Va col·laborar com a fotògraf a Segle XX, la fugaç revista setmanal fundada per Paco Camino, germà del cineasta Jaime Camino. També va fer de fotògraf en publicacions com Destino, Triunfo o Serra d'Or. La seva passió per la creació d'imatges li va impulsar a seguir estudis a l'Escola de Cinema de Lodz (Polònia).
Va participar en la creació del Col·lectiu de Cinema, vinculat al PSUC, i va exercir com a director de fotografia en pel·lícules de Josep Maria Vallès, Llorenç Soler, Carles Durán, Francesc Bellmunt o Jacinto Esteva. Però aquesta funció l'exerciria especialment al servei de Pere Portabella en títols com Umbracle (1970), el documental Vampir Cuadecuc (1971), Miro tapis (1973) o El sopar (1974). Va ser Portabella qui va finançar la seva primera incursió com a director, el curtmetratge I després ningú no riurà (1968).
El 1981 va realitzar per TVE Especial La Trinca i sis anys més tard dirigia per Tv3 el musical titulat El Mikado. Manel Esteban fundava en 1984 amb Carles Nogueras i Jordi Espucis la productora Cyrk. Amb ella va filmar el 1990 una adaptació de Los Mares del Sur, la novel·la homònima de Vázquez Montalbán. En el seu ampli repartiment estaven Juan Luis Galiardo (com Pepe Carvalho), el francès Jean-Pierre Aumont, Silvia Tortosa o Eulàlia Ramon.
Vázquez Montalbán va ser el seu guionista i narrador de luxe en el telefilm Olímpicament mort (1993), thriller en el qual actuaven Constantino Romero (com Carvalho), Llàtzer Escarceller i l'escriptor Andreu Martín.
Durant deu anys (de 1996 al 2006), Manel Esteban va ser president del Col·legi de Directors de Catalunya. L'any 2009, l'Acadèmia del Cinema Català el va nomenar membre d'honor de la institució. El conseller de Cultura, Ferran Mascarell, el va recordat com "un defensor de la llibertat i un dels promotors de la introducció de l'avantguarda estètica al nostre país, un cineasta que va saber mirar més enllà".

## Filmografia

### Com a director
- I després ningú no riurà, 1967, Films 59
- París, juin, 1971, Unicité
- La censura encubierta, 1972, Svanska TV
- La estética del franquismo 1972, Trienale de Milano
- Gongserat, 1973, RAI
- Arte mejicano en España, 1974, Televisa
- La prensa en crisis, 1977, ICC
- Neteja ciutadana, 1978, Ajunt. de Badalona
- Homenatge als bombers, 1979, Ajunt. de Barcelona
- La aventura de las américas, 1980 ICC
- El music-hall i Joan Brossa, 1981, Videospot
- No corras Gaspar, 1982, Germinal
- Veles al vent, 1983, Financine
- Aute en directo, 1984, Videospot
- Olímpicament mort, 1985, CYRK
- Los mares del sur, 1990, CYRK-ICC
- Skizo, 1990, VideoComunicación
- Un estrany al jardí, 1990, TV3
- Historias de la puta mili, 1993, Motion-Tamaya
- El salto del ángel, 1998, Filmax-TV3

### Com a director de fotografia
- 52 domingos, 1966, Lorenzo Soler
- Barthio, 1968, Emma Cohen
- Beance, 1968, Antonio Maenza
- Vampyr, 1969, Pere Portabella
- Catherine, 1969, Francesc Bellmunt
- Crónica de Aurelia M. Camp, 1970, Joaquim Jordà
- Los hábitos del incendiario, 1970, Antonio Gasset
- Bi Bi Ci Story, 1970, Carles Durán
- Umbracle, 1971, Pere Portabella
- Mórfosis, 1971, Jacinto Esteva
- Los poetas, 1971, Pere Portabella
- Mozambique, 1972, Jacinto Esteva
- Informe general, 1975, Pere Portabella
- Nou de Trinca, 1980, Ariola
- Olímpicamente muerto, 1985, Manel Esteban

### Com a productor
- 1978: Soci fundador de la productora VIDEOSPOT
- 1984: Funda CYRC S.A
- 1986: Olímpicament mort
- 1988: Atlantic rendez-vous
- 1989: Els Mars del Sud
- 1990: Les enfants du diable
- 1990: Funda la productora TAMAYA: 1991: Makinavaja, el último choriso
- 1991: 1492: Conquest of Paradise
- 1993: Històries de la puta mili
- 2001: Silvia Lovosecic, Catalina Ribalta i Manel Esteban funden AGRAM Producciones s.c.c.I.

### Televisió (realitzador)
- Polideportivo —  Sobre el terreno 1972 — 75 TVE
- Brújula, 1977-78, TVE
- Musical Express, 1979-83, TVE
- Especial La Trinca, 1981, TVE
- California y Arizona, 1981, TVE
- Andreu Alfaro 1983, TVE
- Quesquesésémerdé (Trinca), 1984, TVE
- El Mikado 1987 Dagoll-Dagom-TV3
- La parodia nacional, 1998-99, Gestmusic-Antena 3
- La entrevista, 1999, Media Park-Via Digital
- Sesión doble, 1999, Media Park-Via Digital
- Mujeres en el cine, 2000, Media Park-Via Digital
- La lluna, la pruna..., TVE 2001